# Олешня (притока Вересні)
Олешня — річка в Україні, у Поліському й Іванківському районах Київської області, права притока річки Вересні.

## Опис
Довжина річки 19 км. Середня висота витоку над рівнем моря — 147 м. Середня висота гирла над рівнем моря — 126 м. Падіння річки — 31 м. Похил річки — 1,11 м/км. Площа басейну 102 км².

## Розташування
Олешня бере свій початок на південній околиці села Дубова. Формується з п'яти безіменних струмків. Спочатку тече на південний схід, а в районі села Міхлівщина повертає на північний схід. На північ від села Старий Міст повертає на південний схід і на північній стороні від села Димарка впадає в річку Вересня, праву притоку річки Уж.